# Ptochacarus
Famille
Genre
Ptochacarus est un genre d'acariens mesostigmates, le seul de la famille des Ptochacaridae.

## Distribution
Les espèces de ce genre sont endémiques d'Australie.

## Description
Ce sont des acariens myrmécophiles.

## Liste des espèces
- Ptochacarus banksi Womersley, 1958
- Ptochacarus daveyi Silvestri, 1911
- Ptochacarus silvestrii Womersley, 1958

## Publications originales
- Silvestri, 1911 : Un novo genere di Acaro mirmecofilo dell'Australia. Bollettino del Laboratorio di Zoologia Generale e Agraria della Facoltà Agraria in Portici, vol. 5, p. 55-58 (texte intégral).
- Kethley, 1977 : A review of the higher categories of Trigynaspida (Acari: Parasitiformes). International Journal of Acarology, vol. 3, n. 2, p. 129–149.